# William Hamilton Shortt
William Hamilton Shortt (28 de septiembre de 1881 – 4 de febrero de 1971) fue un ingeniero ferroviario y un destacado horólogo británico, responsable del diseño del reloj de péndulo libre Shortt-Synchronome, un estándar de tiempo ampliamente utilizado internacionalmente en observatorios en el período comprendido entre las dos guerras mundiales.

## Semblanza
Shortt nació en septiembre de 1881 en Wimbledon, Surrey, hijo único de Charles Henry Shortt, un ingeniero civil, y de Fanny Dobson, que era hermana del poeta Henry Austin Dobson. Trabajó en el Ferrocarril de Londres y del Suroeste (LSWR) desde 1902, comenzando como alumno en prácticas. En 1907 se convirtió en socio de la Institución de Ingenieros Civiles. Conoció a Frank Hope-Jones en 1910, y comenzaron a colaborar en el diseño de relojes patrón a partir de 1912, uniéndose a la Synchronome Company como accionista y director. Produjo una serie de diseños que incluían nuevas formas de escape, intentando optimizar la entrega de energía al péndulo, teniendo en cuenta las variaciones de factores externos como la temperatura y la presión atmosférica. Los experimentos de Shortt continuaron hasta 1916, cuando fue relevado de sus funciones en el LSWR para servir como capitán en los Ingenieros Reales en Francia.
En 1919, tras ser desmovilizado del ejército, regresó a su trabajo experimental, produciendo una serie de relojes en los que continuó probando nuevas formas de entregar un impulso al péndulo, mientras intentaba hacer que este hiciera el menor trabajo posible. El ideal teórico era un péndulo que funcionara libremente en el vacío y no hiciera ningún trabajo. Algunos de los mejores resultados hasta entonces se habían logrado con relojes alojados en tanques de vacío, utilizando un escape Riefler.
Shortt falleció en 1971 en Exeter (Inglaterra), a los 89 años de edad.

## Reloj sincrónico Shortt
La introducción de Shortt en el campo del cronometraje de precisión, como colega de Frank Hope-Jones y director de la Synchronome Company, derivó del trabajo sobre la seguridad del transporte ferroviario y la medición precisa de las velocidades de los trenes, a raíz de las investigaciones sobre un grave descarrilamiento de un tren del Ferrocarril de Londres y del Suroeste en la estación de Salisbury en 1906, cuando murieron veintiocho personas.
El gran avance de Shortt en 1920 llegó con el desarrollo de un sistema de reloj, inspirado en el trabajo de R.J. Rudd de Croydon, defendido por Hope-Jones, en el que la tarea (cada treinta segundos) de desbloquear el impulso a un péndulo que de otro modo estaría libre era asumida por un reloj esclavo separado, que a su vez era corregido (como parte del mismo ciclo operativo) por un pulso de sincronización derivado del reloj maestro, que contenía el péndulo libre. Por lo tanto, este sistema utilizaba un lazo de seguimiento de fase mecánico. Promovido por el Astrónomo Real de Escocia, Ralph Allan Sampson, el reloj de péndulo libre de Shortt fue rápidamente adoptado en todo el mundo por numerosos observatorios como un estándar de tiempo, y permaneció como tal hasta la adopción generalizada de los relojes de cuarzo a partir de la Segunda Guerra Mundial.

## Reconocimientos
- Shortt fue honrado por su trabajo en relojería y cronometraje de precisión con la Medalla de Oro del Instituto Horológico Británico en 1931, siendo nombrado miembro de la institución en 1932.
- Medalla John Price Wetherill del Franklin Institute en 1935.
- Medalla Tompion de la Worshipful Company of Clockmakers en 1954. Fue nombrado miembro de la Compañía en 1931, y sirvió como Maestro en 1950.[7][8]

## Lectura adicional
- Frank Hope-Jones, Electrical Timekeeping (NAG: Londres, 1940)
- R.H. Miles, Synchronome – Masters of Electrical Timekeeping (AHS: Londres, 2019), págs. 27-30, capítulos 8 y 9.

- Datos: Q18880373
- Multimedia: William Hamilton Shortt / Q18880373